# La Croix Chaubourg
La Croix Chaubourg es una localidad de Santa Lucía, que forma parte de los distritos de Castries y Gros Islet.